# Nicola Kawana
Nicola Kāwana (nacida en 1970) es una actriz neozelandesa, conocida por interpretar a Huia Samuels en la serie de televisión neozelandesa de mayor duración , Shortland Street. Otros papeles incluyen Mercy Peak, Jackson's Wharf, Lollie en The Man Who Lost His Head y "Mad" Maggie en Apex Legends.

## Carrera
Kāwana nació en Taranaki y formó parte del Teatro Juvenil Taranaki. Se formó como actriz en Toi Whakaari: Escuela de Drama de Nueva Zelanda y se graduó en 1998.
El 20 de agosto de 2006, el personaje Huia Samuels fue eliminado de Shortland Street. Se informó que Kāwana estaba muy enojada con la decisión. Sin embargo, la historia que apareció se publicó a base de chismes. Kāwana no pudo dar su versión de los hechos debido a las limitaciones legales de su contrato con South Pacific Pictures, los creadores del programa en serie.
En julio de 2021 se estrenó una obra que escribió Kāwana llamada Kūpapa. Esta obra trata sobre un antepasado de Kāwana, Lucy Takiora Lord, quien estuvo involucrada en importantes acontecimientos históricos en Aotearoa, Nueva Zelanda. La obra fue presentada por el Teatro Te Pou de Auckland y dirigida por Erina Daniels.
Kāwana también trabaja como escritora de jardines, jardinera y presentadora en el programa de televisión maorí Whānau Living. Nicola es miembro de Equity New Zealand, un padre global de UNICEF.

## Filmografía

### Películas
| Año  | Título                        | Papel            | Notas        | Ref.   |
| ---- | ----------------------------- | ---------------- | ------------ | ------ |
| 1998 | Saving Grace                  | Enfermera        |              | [ 11 ] |
| 2005 | The Mystery of DeRezny's Limp | DeRezny's Mother | Cortometraje |        |
| 2009 | Kehua                         | Sarah            | Cortometraje | [ 12 ] |
| 2012 | Fresh Meat                    | Margaret Crane   |              | [ 12 ] |
| 2013 | Pumanawa: The Gift            | Spirit Pare      | Cortometraje | [ 12 ] |
| 2018 | Maui's Hook                   |                  |              | [ 12 ] |

### Televisión
| Año     | Título                        | Papel           | Notas                                            | Ref.   |
| ------- | ----------------------------- | --------------- | ------------------------------------------------ | ------ |
| 1998    | The Enid Blyton Secret Series | Jaguarheads     | "The Secret Mountain"                            | [ 11 ] |
| 1999    | Jackson's Wharf               | Mahina Jackson  | Papel recurrente                                 | [ 11 ] |
| 2002    | Mercy Peak                    | Karina Chadwick | "Do the Right Thing", "Fear and Loathing"        | [ 11 ] |
| 2002    | Mataku                        | Tui Burton      | "The Rocks"                                      | [ 11 ] |
| 2005–06 | Shortland Street              | Huia Samuels    | Papel regular                                    | [ 11 ] |
| 2007    | The Man Who Lost His Head     | Lollie          | Película de televisión                           | [ 13 ] |
| 2008    | Legend of the Seeker          | Sylvia          | "Brennidon"                                      | [ 13 ] |
| 2010    | Eruption                      | Mere            | Película de televisión                           | [ 11 ] |
| 2011    | Brown Bruthaz                 |                 | Serie de televisión                              | [ 11 ] |
| 2014    | The Kick                      |                 | Película de televisión                           | [ 11 ] |
| 2015    | Find Me a Maori Bride         | Judge Judy      | "1.8"                                            | [ 11 ] |
| 2016    | Reset                         | Mere            | Película de televisión                           | [ 11 ] |
| 2016    | The Brokenwood Mysteries      | Tina            | "Over Her Dead Body", "A Merry Bloody Christmas" | [ 11 ] |
| 2017    | Kiwi                          | Janice          | Película de televisión                           |        |
| 2018    | Las nuevas leyendas de Mono   | Meera           | "A Part of You That's Missing"                   | [ 11 ] |
| 2018    | In Dark Places                | P.C. Salu       | Película de televisión                           | [ 11 ] |
| 2019    | Ahikāroa                      | Dina            | "Temporada 2"                                    |        |

### Videojuegos
| Año  | Título       | Papel      | Ref.   |
| ---- | ------------ | ---------- | ------ |
| 2021 | Apex Legends | Mad Maggie | [ 14 ] |